# Huangdi Neijing
Huangdi Neijing, Libro Interno (o Esoterico) dell'Imperatore Giallo, è un antico trattato di medicina tradizionale cinese, attribuito a Huangdi.
In Cina è considerato come il testo medico più influente. Gli è stato assegnato il primo posto tra le opere di categoria incluse nel Ssu-k'u Ch'uan-shu, catalogo delle più importanti opere di letteratura antica, pubblicato nel 1772 sotto gli auspici del governo cinese. È diviso in due tomi, lo Huangdi Neijing Suwen (le "Domande semplici"), abbreviato come Suwen 素問, e lo Huangdi Neijing Lingshu (Il "Perno spirituale") abbreviato come Lingshu 靈樞. Ogni tomo è, a sua volta, diviso in ottantuno capitoli; la trattazione è dialogica e discorsiva, caratterizzata dal confronto tra il leggendario Huangdi e sei dei suoi leggendari ministri imperiali. Il testo, in virtù del suo valore storico-culturale e medico, è comparabile al Corpus Hippocraticum greco, alle opere di Claudio Galeno ed alla trattazione di medicina medievale di ispirazione islamica (Averroè, Avicenna) ed europea.

Sebbene alcune fonti storiche conformate alla leggenda considerino la stesura del Canone come risalente all'epoca imperiale gialla (2697 a.C.), la maggior parte degli storici cinesi sostiene che la redazione vera e propria del trattato sia contemporanea al periodo dei Regni Combattenti (453-222 a.C.) e prosegua fino alla dinastia degli Han posteriori (25-222 d.C.). In ogni caso i contenuti medici e filosofici del Canone risalgono ad un periodo antecedente la redazione del trattato. Alla luce di ciò, la tradizione cinese individua nella figura di Huang Di l'autore ed il redattore dell'opera.
Ciò di cui si è certi è che il Lingshu sarebbe di poco anteriore al Suwen. I vari testi vennero poi divisi e riorganizzati da vari autori, fino a quando, nella dinastia Tang, Wang Bing (710-804 d.C.) organizzò il testo nella stesura che conosciamo oggi.
Nel Suwen 素問 il Maestro celeste Qi Bo risponde alle domande (wen, parte del titolo, dove Su sta per seta grezza, semplice, quindi le domande semplici, nel senso di basilari, fondamentali) di Huangdi. Nel rispondere alle domande, Qi Bo affronta sia la fisiologia (studio dei visceri e dei meridiani o tragitti d'animazione), sia l'eziologia, sia la diagnosi, sia la terapia.
Nel Lingshu 靈樞 si parla della relazione fondamentale dell'uomo con il Cielo, tramite gli Spiriti, si dice cioè che le attività terrene sono sempre basate su influssi celesti. Si potrebbe parlare di un trattato di psicologia cinese, se non fosse che la categoria della psiche non è presente nel mondo cinese (nel senso che una divisione tra psiche e soma non viene presentata). Il tutto viene esposto secondo la dottrina dello yin e dello yang e delle cinque fasi wuxing (五行), le categorie del qi che dal I secolo a.C. sono servite a declinarlo.

## Fondamenti filosofici
L'impostazione dialogica del libro consente un'ampia e gradevole trattazione dei contenuti etici, religiosi e filosofici su cui è basata la condotta medica cinese. In effetti, questa combinazione di caratteri differenti rappresentava l'unico modo attraverso cui esprimere il primo pensiero medico cinese; nella concezione antica, la medicina non era altro che una parte della filosofia e della religione, diretta, parallelamente ad esse, alla fusione di uomo e natura con l'intero universo.
I principali tratti distintivi del nucleo spiritualista del Canone riguardano l'equilibrio Yin Yang e la teoria degli elementi.
Il concetto di Tao, che originariamente significava Via, è la chiave del misterioso intrecciarsi di Cielo e Terra.
Si identifica nel metodo attraverso cui è possibile forgiare la vita terrena affinché corrisponda completamente con le esigenze del modo ultraterreno.
In tal modo, poiché l'intero universo segue un corso immutabile e sempiterno, è inevitabile che anche lo spirito umano debba fluire in perfetto accordo con le vibrazioni della natura e del cosmo.
Il concetto di Tao, inteso come Via, può esser suddiviso in Tao del Cielo, Tao della Terra e Tao dell'uomo; i tre elementi fluiscono sino alla fusione in un'unità indivisibile.
All'interno del Canone, numerosi passi imprimono nel lettore l'idea che la salute, e con essa l'auspicabilissimo stato di longevità, dunque saggezza, siano correlati ad una corretta condotta verso il Tao.

### Yin Yang
L'equilibrio dualistico Yin Yang è strettamente correlato all'unificazione del Tao e ricopre un ruolo basilare nell'architettura del pensiero taoista.
L'origine del dualismo è parallela, naturalmente, alla genesi del cosmo.
La mitologia non ha un posto nel concetto cinese di creazione; tuttavia, la genesi del cosmo viene fatta corrispondere alla successione di quattro stadi in cui si concentrano i tre elementi primari dell'universo.

Yin Yang

Il primo stadio corrisponde al caos, nel quale i tre elementi primari - forza, forma e sostanza - sono ancora unificati. Il secondo stadio, o grande principio, è caratterizzato dalla separazione della forza. Nel terzo stadio, o grande inizio, si rileva l'apparizione della forma ed infine il quarto, stadio della grande omogeneità, la sostanza si manifesta e diventa visibile.
In tal modo, la luce e le sostanze pure tendono in alto, generando il cielo; le ombre e le sostanze rozze precipitano in basso, formando la terra.
Il potere dualista nasce a partire dal primo stadio, definito anche Monade. Gli elementi costituenti, generati a partire dal caos, vengono designati con il nome di Yin e Yang.
La traduzione letterale dei caratteri dei due nomi corrisponde a la parte ombrosa della collina per lo Yin e la parte soleggiata della collina per lo Yang.
In accordo ai significati di ombra e luce, Yin e Yang sono principi creatori della terra e del cielo.
- Yang indica il Sole, il cielo, il fuoco, la luce; tende ad espandersi ed a fluire verso l'alto, verso l'esterno. Movimento e vita.
- Yin indica la Luna, la terra, l'acqua, l'ombra; tende a contrarsi ed a scorrere verso il basso, verso l'interno. Immobilità e morte.

All'interno del Canone, l'equilibrio Yin Yang è eterno dualismo. Esso si risolve proprio nell'umanità stessa. Il maschio, uomo, appartiene allo Yang; la femmina, donna, appartiene allo Yin.
La relazione cosmica tra Yin e Yang come buio e luce assume, inoltre, una relazione con la fisicità dell'uomo; il dualismo, in tal caso, riguarda rispettivamente la superficie esterna ed interna del corpo o, in alternativa, di un organo.
Pertanto, stabilire equilibrio dal moto dualistico è garanzia di salute. L'armonia corrisponde a longevità e può essere perseguita camminando costantemente lungo il Tao.
La condizione ideale per l'uomo preso in considerazione all'interno del Canone, è quella del saggio centenario. È così descritto lo stesso Huang Di.

### Teoria dei cinque elementi
Conciliare Tao e Yin Yang è possibile solo a partire dalla necessaria scissione di ombra e luce in componenti più tangibili, i Cinque Elementi.
Gli elementi possono essere organizzati in sequenza creativa:
- Metallo crea Acqua
- Acqua crea Legno
- Legno crea Fuoco
- Fuoco crea Terra
- Terra crea Metallo

I Cinque elementi sono generati e completati dal cielo e dalla terra, dunque dal dualismo stesso.
Lo schema di riunione di tutte le concordanze è utile a stabilire alcune fondamentali relazioni fisse.
Sono definite cinque secrezioni fluide connesse ai visceri, che esercitano, a loro volta un determinato controllo sulla fisiologia dell'organismo:
- Sudore connesso al cuore, che controlla il polso; Cuore danneggiato dal caldo.
- Muco connesso ai polmoni, che controllano la pelle. Polmoni danneggiati dalla secchezza.
- Lacrime connesse al fegato, che controlla i muscoli. Fegato danneggiato dal vento.
- Saliva connessa alla milza, che controlla la carne/tessuto connettivo. Milza danneggiata dall'umidità.
- Sputo connesso ai reni, che controllano le ossa. Reni danneggiati dal freddo.[senza fonte]

La derivazione fisiologica della Teoria dei cinque elementi è spesso associata e confrontata alla teoria umorale di Ippocrate.

## Anatomia e Fisiologia

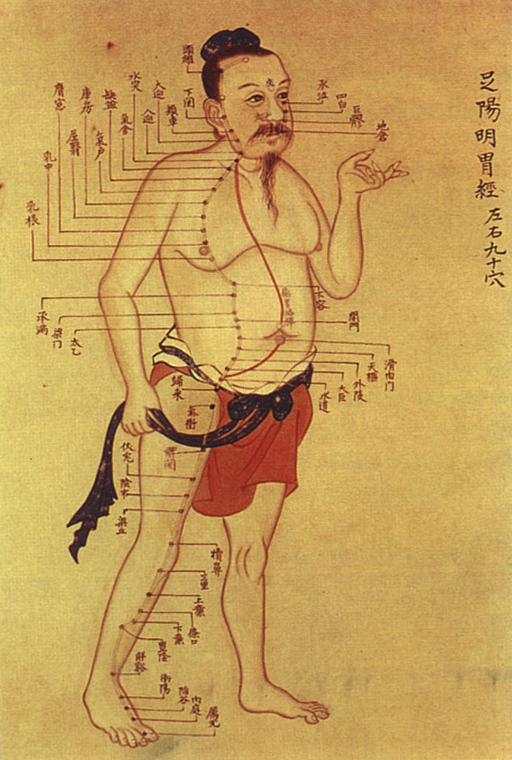
Tavola anatomica cinese

È evidente quanto l'equilibrio Yin Yang e la Teoria dei Cinque Elementi influiscano sulla concezione e sulla descrizione della struttura del corpo umano. Esso è, pertanto, posto in stretta correlazione con la cosmogonia e l'ontologia.
La rappresentazione anatomica del corpo umano appare, dunque, altamente stilizzata e di natura prettamente simbolica.
Alla luce della descrizione del Canone, l'uomo è disposto di cinque organi e sei visceri . Gli organi sono il cuore, la milza, i polmoni, il fegato ed i reni; sono ritenuti capaci di accumulare ma non di eliminare. I visceri sono invece, vescica urinaria, vescicola biliare, stomaco, intestino crasso, intestino tenue ed i tre focolari.
La collocazione dei tre focolari è tuttora discussa e di varia interpretazione. La loro funzione è paragonata a quella di un sistema di fognature dell'organismo; alcuni autori li collocano in prossimità di diverse membrane grasse in zona sacro-rettale. Questa risoluzione appare, tuttavia, inesatta, poiché contrasta con il nucleo concettuale dei tre focolari. Essi sono, infatti, considerati come un veicolo di concatenazione tra l'universo e l'uomo. La loro struttura è articolata in sezione superiore, mediana ed inferiore, di controllo alle rispettive parti del corpo.
All'interno del Canone è presente, inoltre, un'indicativa cronologia dello sviluppo e dell'attivazione degli organi sin dal periodo embrionale:
- Cuore: primo e secondo mese
- Fegato e Milza: terzo e quarto mese
- Testa: quinto e sesto mese
- Polmoni: settimo ed ottavo mese
- Reni: nono mese[senza fonte]

La collocazione dei visceri e degli organi è paragonata a quella dei vari burocrati di un impero. Citando alcuni passi del Canone:
Questi dodici funzionari non dovrebbero mancare d'assistersi gli uni con gli altri»
Nel Canone è presente una descrizione suppletiva del cervello, del midollo osseo e delle ossa. Essi sono ritenuti prodotti della terra e risalgono, dunque, allo Yin.
È descritta, inoltre, una necessaria correlazione tra le misure del tempo ed il numero di componenti del corpo. I trecentosessantacinque giorni annuali corrispondono alle trecentosessantacinque parti anatomiche del corpo. I dodici mesi sono abbinati ai dodici vasi sanguigni più importanti, mentre le quattro stagioni corrispondono alle quattro arterie principali.
Yin e Yang reggono l'equilibrio degli organi, che sono in stato di armonia e di opposizione in base all'abbondanza o al difetto dei due impeti primari.
Parte della trattazione fisiologica è riservata all'equilibrio cardiovascolare ed al sistema cardiocircolatorio:

## Diagnosi
Il principale metodo diagnostico illustrato nel Canone è l'esame dei polsi. Ogni altra procedura parallela è comunque basata sulla palpazione e sulla frequenza del respiro.
La teoria dei polsi è basata sulle interazioni di equilibrio Yin Yang e sulla crasi o discrasia dei cinque elementi.
All'equilibrio corrisponde salute, alla disarmonia la malattia.
All'interno del trattato il sistema di palpazione è descritto come metodo efficace per diagnosticare qualunque tipo di malattia.
La pratica è fondata su credenze antiche secondo cui il polso, in realtà, consiste in sei unità distinte. Esse sono raggruppate in gruppi di tre lungo il giunto articolare tra mano ed avambraccio. Ogni sezione del polso è connessa ad un organo particolare e riporta i minimi dettagli relativi all'andamento patologico del paziente.
Il momento più adatto per l'esame dei polsi corrisponde alle prime ore del mattino, quando il medico, ancora fresco e raccolto, analizza cautamente la condizione del paziente, senza che il vigore e l'energia siano stati ancora esercitati o dissipati. In ciascuna delle suddivisioni del polso, infatti, sono necessariamente avvertibili le tre differenti qualità di Yin e Yang (grande Yang, piccolo Yang, Yang assoluto, grande Yin, piccolo Yin e Yin assoluto).
La procedura differisce in base al sesso del paziente; il medico analizza il polso destro della donna ed il polso sinistro dell'uomo.
Si ritiene, inoltre, che l'andamento delle stagioni potesse influenzare le palpazioni del polso e la relativa diagnosi.
Ai fini di una corretta diagnosi, il medico deve essere a conoscenza del suono e del ritmo usuale del battito del polso di ciascun viscere ed i suoi rispettivi cambiamenti durante le cinque stagioni.
Esaminando la forza e le regolarità delle quattro principali varietà di battiti del polso, la presenza di eventuali cambiamenti di frequenza può ricondurre a situazioni patologiche.

Il metodo più efficace di palpazione del polso consiste nell'applicare un dito su ciascuna delle tre sezioni del polso, ognuna avente un nome specifico; quella più prossima alla mano è chiamata tsun (pollice), quella adiacente all'avambraccio ch'ih(cubito), mentre quella intermedia prende il nome di kuan(barriera).
Le relazioni con organi e visceri sono le seguenti:
- Pollice: polso destro correlato a polmoni e agli organi del torace; polso sinistro correlato al cuore ed ai visceri del mediastino.
- Barriera: polso destro correlato allo stomaco e alla milza; polso sinistro correlato al fegato ed al diaframma.
- Cubito: polso destro correlato ai reni e all'addome; polso sinistro correlato a reni ed intestino tenue.

L'unico strumento concesso al medico nella valutazione della frequenza del polso è rappresentato dal confronto con i propri ritmi di inspirazione-espirazione.
Durante un intero ciclo respiratorio il polso normale doveva battere quattro volte.
Le pulsazioni del polso concedevano, inoltre, la possibilità di stabilire la corretta prognosi relativa ad un determinato disturbo:
Una volta individuata la collocazione della malattia e il relativo organo malmesso, il medico è in grado, per mezzo di relazioni fisse, di determinare la causa della malattia e di prevenire ulteriori complicazioni.

## Malattia
Il concetto di malattia, nel contesto del Canone di Medicina Interna dell'Imperatore Giallo, è ovviamente conformato alla natura stilizzata e concettuale dell'anatomia e della fisiologia umana.
Il panorama di malattie analizzate è tanto ampio quanto diversificato. Tuttavia è possibile ricondurre le patologie in tre famiglie principali:
- Paralisi
- Lebbra
- Follia

Come già precisato, la condizione di malattia è sostanzialmente generata da una discrasia dell'equilibrio Yin Yang o dei cinque elementi. Ciò può esser ricondotto alla diversificazione del clima in una singola stagione oppure ad un'interruzione nel cammino del Tao.
Anche il processo di invecchiamento è considerato, di per sé, una forma di malattia. Longevità è salute e saggezza.
Tra le malattie di maggior interesse, la cui analisi è pervenuta quasi intatta tramite antichi ideogrammi, si denota la Follia.
Secondo la trattazione del Canone, la follia è riconducibile e connessa ad un determinato gruppo di malattie, correlate, a loro volta, ad incisive condizioni climatiche; i venti sono, infatti, concepiti, come cause di brividi e freddi ed insieme di ulcere e disturbi epatici; il lavoro eccessivo è causa di esaurimento del diaframma, mentre ciò che maggiormente genera istinti folli è l'oppressione del proprio equilibrio spirituale in ragione delle necessità materiali.

Allo stesso gruppo appartengono tipologie di febbri come il calore umido, il vento interno e la malattia calda.

È attribuita grande importanza alla cosiddetta febbre remittente o intermittente, che, con buona probabilità, potrebbe identificarsi come stretta parente della malaria. Questa ipotesi è accreditata in virtù della ricca trattazione medica dedicata i disturbi della milza.
L'ingrossamento dell'organo linfoide è, infatti, alla base della sintomatologia della febbre malarica.

## Terapia
In una sezione del Canone è inserito un breve elenco di metodi e concetti terapeutici attraverso cui risolvere la discrasia della malattia.
Il primo metodo è la cura dello spirito, in parallelo all'armonico cammino verso il Tao. È indicativo della comune base universalista tra il pensiero filosofico e medico cinese.
Il secondo si realizza nelle conoscenza di come nutrire il corpo. Ciò avviene tramite lo sviluppo dei cinque sapori:
- Medicine
- Cinque Grani/Cereali
- Cinque Frutti
- Cinque Animali domestici
- Cinque Verdure

Il terzo metodo insegna i veri effetti delle medicine e delle erbe.
Il quarto riguarda l'agopuntura, mentre il quinto indica i metodi terapeutici da utilizzare su organi cavi e visceri, sul sangue e sul respiro.
Diagnosi e terapia non sono separate da un solco netto. Al contrario, la distinzione tra le due fasi dell'indagine medica appare, eccetto per l'agopuntura, abbastanza approssimativa.
L'applicazione di tecniche chirurgiche è considerata ultima risorsa riparatrice al fallimento di tutti gli altri metodi. In casi specifici, come in presenza di ulcere, si raccomanda cautela nelle pratiche di sezionamento e svuotamento delle parti esposte e rovinate.